# Breitbach
Breitbach – rzeka w Niemczech, w Bawarii, o długości 18 kilometrów. Jest prawym dopływem Menu. Swoje źródło bierze w okolicach Nenzenheim, w Steigerwaldzie. Posiada dwa większe dopływy.

## Miejscowości położone nad Breitbach
- Marktbreit
- Obernbreit
- Willanzheim